# Kronsmoor
Kronsmoor (niederdeutsch: Kroonsmoor) ist eine Gemeinde im Kreis Steinburg in Schleswig-Holstein (Deutschland).

## Geografie und Verkehr
Kronsmoor liegt etwa fünf Kilometer östlich von Itzehoe an der Stör. Südwestlich von Kronsmoor verläuft die Bundesautobahn 23 von Hamburg nach Itzehoe. Im Norden liegt die Gemeindegrenze in der Flussmitte der Stör. Die Stör und ein schmaler Uferstreifen im Gemeindegebiet sind Teil des europäischen NATURA 2000-Schutzgebietes FFH-Gebiet Schleswig-Holsteinisches Elbästuar und angrenzende Flächen.

## Politik

### Gemeindevertretung
Bei der Kommunalwahl am 14. Mai 2023 wurden insgesamt sieben Sitze vergeben. Diese fielen erneut alle an die Kommunale Wählervereinigung Kronsmoor. Die Wahlbeteiligung betrug 57,3 %.

### Wappen
Blasonierung: „Über mit einer gestürzten Spitze ohne Giebel versehenen silbernem Schildfuß in Grün ein natürlich tingierter schreitender schwarz-silberner Kranich zwischen je einem zum Schildrand weisenden goldenen belaubten Birkenzweig unter einem mit einem blauen Wellenfaden belegten silbernem Wellenhaupt.“

## Wirtschaft
Neben einigen Handwerksbetrieben und einer Kreidegrube wird das Gemeindegebiet überwiegend durch landwirtschaftliche Betriebe geprägt.
Die Kreidegrube Saturn, in der nicht mehr abgebaut wird, die aber für die Errichtung eines Pumpspeicherkraftwerks im Gespräch ist, liegt teilweise im Gemeindegebiet.